# Самарянов, Василий Алексеевич
Самарянов Василий Алексеевич (1822—1896) — областной историк, член Рязанской учёной архивной комиссии (в 1884—1896 гг.).
Родился в селе Ликурга Буйского уезда в семье священника. По окончании курса в Костромской семинарии Самарянов более 10 лет работал учителем в народных школах своего уезда, затем был столоначальником сначала костромской консистории, потом рязанской, и занимался исследованием местной старины.
Главные его труды: «Город Галич Костромской губ. в начале XVII в.» (1880); «Материалы для отечественной истории начала XVII века» (Кострома, 1882), «Памяти Ивана Сусанина» (Кострома, 1882; Рязань, 1884 — 2-е изд., доп.), «Стефан Яворский, митроп. Рязанский и Муромский» (Рязань, 1895) и ряд статей в изданиях Московского и Санкт-Петербургского археологических обществ и в «Трудах рязанской учёной архивной комиссии».
В 1882 году в Костроме была издана книга В. А. Самарянова «Памяти Ивана Сусанина, за царя, спасителя веры и царства, живот свой положившего в 7121 (1613) году» — один из наиболее добротных и обстоятельных трудов о Сусанине (см. также его публикации: «О недавно открытой, нигде не напечатанной, жалованной потомкам Сусанина грамоте», Палаты бояр Романовых, или Дворец царя Михаила Федоровича в Костромском кафедральном 1-го кл. Ипатьевском монастыре). Являлся последним прижизненным оппонентом историка Н. И. Костомарова (1817 — 1885) по вопросу о достоверности личности Сусанина.